# Gaspard Mermillod
Gaspard Mermillod (Carouge, Svájc, 1824. szeptember 22. – Róma, 1892. február 23.) Lausanne és Genf püspöke, a keresztényszocialista mozgalom egyik elindítója. A német Wilhelm Emmanuel von Ketteler püspök mellett az ő tevékenysége ösztönözte XIII. Leó pápát a Rerum novarum kezdetű első szociális enciklika megírására.

## Élete

### Ifjúkora és püspökké szentelése
Jacques Mermillod első gyermek. Hatan voltak testvérek. A fribourgi Jezsuita Kollégiumban alapozta meg tanulmányait, és 1847-ben szentelték pappá. Genfben kezdte el szolgálatát segédlelkészként. Tevékenysége idején két újságot is alapított („L’Observateur Chatolique” c. politikai és „Les Annales Chatolique” c. tudományos folyóiratot).
1857-től a plébánia vezetőjévé választották, és a lausanne-i püspökség helynöke lett.

### Püspöki tevékenysége
1864-ben a pápa hebroni címzetes püspökké nevezte ki, szolgálati helye segédpüspökként a genfi kanton lett a lausanne-i püspökségen belül. Figyelme a hátrányos helyzetűek felé fordult, és beszédeiben a szolidaritás fontosságát hangsúlyozta. 1868-ban nagy prédikációjában felhívta a figyelmet az egyre súlyosabb társadalmi egyenlőtlenségekre és a tenni tudók felelősségére. 1869-ben a franciaországi Troyes-ban részt vett a Szalézi Szent Ferenc Oblátái női szerzetesrendi kongregáció megalapításában, a közösség a szegény sorsú lányok tanításával foglalkozott.
1870-ben IX. Piusz pápa önálló apostoli adminisztrátorrá nevezte ki Genfbe. A kanton vezetése azonban nem nézte jó szemmel a püspök tevékenységét, ezért amikor a Szentszék apostoli helynökké emelte Mermillod-ot, az államhatóság kiutasította Svájcból. A püspök hiába tagadta meg a távozást, a hatóságok a francia határra szállították. Csak 1883-ban térhetett vissza ismét szülőhazájába. 1883-ban ugyanis fribourgi székhellyel nevezték ki újra Lausanna és Genf püspökének. Genf azonban csak 1890-ben ismerte el kinevezését, amikor a pápa Mermillod-ot bíborossá kreálta. A rá következő évben lemondott a püspöki rangról. Emeritus püspökként Rómába utazott, és 1892-ben ott hunyt el.

## Szerepe a keresztényszocialista mozgalomban
Egyik alapítója volt az első nemzetközi keresztényszocialista szervezetnek, a Fribourgi Uniónak. Ezzel egy olyan műhely jött létre, amely összefogta a kialakuló mozgalmat, egyben megalapozta az egyház társadalmi tanítását. A tanácskozások rendszeres vendégei voltak a francia René de la Tour du Pin(en), 
Albert de Mun(en) továbbá az osztrák 
Karl von Vogelsang(en). A megbeszéléseken született munkadokumentumokat Mermillod közvetlenül elküldte a Vatikánba, ahol 1878-tól XIII. Leó ült Szent Péter trónján. A pápára hatottak ezek a beszámolók és elhatározta, hogy pápai körlevélben foglalja össze az egyház tanítását a társadalmi igazságosság kérdésében. Ez lett az 1891-ben megjelenő Rerum novarum kezdetű enciklika, amely első azon körlevelek sorában, amely az egyház társadalmi tanítását foglalja össze. A dokumentum szerkesztésében közvetlenül Mermillod is részt vett.